# Адрієн Кларксон
Адрієн Льюіс Кларксон (англ. Adrienne Louise Clarkson; кит.: 伍冰枝; нар. 10 лютого 1939, Гонконг) — канадська журналістка, 26-та генерал-губернаторка Канади.